# حسن میرعابدینی
حسن میرعابدینی (زادهٔ ۱۳۳۲) نویسنده، استاد دانشگاه، پژوهشگر و منتقد ادبی معاصر ایران است. او از ۱۳۸۲ تا ۱۳۸۵ در دانشگاه زنجان و در ۱۳۹۲ در مؤسسهٔ آموزش عالی حافظ شیراز ادبیات معاصر تدریس کرده‌است.

## مقالات
- احمد شاملو و روایت‌های داستانی
- درآمدی بر تاریخ ادبیات اسپانیایی آمریکایی
- گلچینی از دیرینه‌ها: نیمای داستان‌نویس
- سرگردان در میدان ادبی بوردیو
- کاربرد نظریه در بررسی تاریخ نمایش
- سفری به دنیای افسانه‌ها
- اسارت در دنیای شاعرانه کلمات
- نخستین رمان‌های پلیسی ایران
- بزرگ علوی همچنان آواره است
- موفق در توصیف روابط خانوادگی
- رهایی اسب تخیل
- روشن نگه داشتن آتش زندگی
- بررسی طرح تاریخ نقد ادبی در ایران
- صادق هدایت، در جایگاه منتقد ادبی
- سی سال تلاش برای تثبیت ادبیات مدرن
- گذر از مرز پنهانی درون
- بازتاب بحران هستی در فرمی بحرانی
- سیر ترجمه داستان در ایران
- رمان فارسی چگونه پدید آمد؟
- در رثای صادق چوبک[۴]